# Segno di Nikolsky
Il segno di Nikolsky è un segno diagnostico utilizzato in dermatologia per comprendere con esattezza la presenza o meno di una malattia.

## Manifestazione
Si osserva una facile desquamazione dello strato più superficiale della pelle. Una bolla cutanea compare nel punto in cui è stata esercitata la pressione.

## Patologie correlate
Lo si osserva nel corso delle diverse varietà di pemfigo, inoltre anche in caso di epidermolisi bollosa, della dermatite esfoliativa dei neonati e della necrolisi epidermica tossica (o Sindrome di Lyell), sottoclasse dell'eritema multiforme.

## Etimologia
Il nome lo si deve al medico dermatologo russo Pyotr Nikolsky (1858 - 1940).